# Gistfabriek
Een gistfabriek is een bedrijf dat gist vervaardigt. Vaak is dit bakkersgist, dat gebruikt wordt in bakkerijen en broodfabrieken om het brood te doen rijzen, dan wel door de detailhandel aan particulieren wordt verkocht.

## Proces
Het proces begint op het laboratorium met de selectie van geschikte gistrassen. Deze worden in het laboratorium vermeerderd totdat men enkele honderden grammen ervan heeft. In de fabriek wordt deze hoeveelheid verder vermeerderd. Uiteindelijk heeft men een hoeveelheid die men moedergist noemt en deze zet in de fermentor een fermentatieproces in gang. Dit is een grote gistingskolom. De kolom bevat melasse en andere voedingsstoffen en er wordt steriele lucht door geblazen. Voorts moet worden gekoeld, daar de gist tijdens de groei warmte ontwikkelt.
Na de fermentatie wordt de in de kolom aanwezige suspensie gecentrifugeerd, waarbij de gist en de melasseresten worden gescheiden. De melasseresten (wort) worden gebruikt als veevoer. De gist wordt gekoeld tot 4°C en opgeslagen.
De gist wordt verkocht als vloeibare gist, droge gist en blokgist. De droge gist heeft een drogestofgehalte van 30%. Men kan de gist nog verder drogen tot een drogestofgehalte van 5% en spreekt dan van instantgist. Deze heeft een grotere houdbaarheid en kan dan ook worden opgeslagen. Door toevoeging van water komt de gist weer tot leven.
Vele gistfabrieken zijn voortgekomen als nevenactiviteit van alcoholfabrieken en jeneverdistilleerderijen. Ook hebben sommige gistfabrieken zich ontwikkeld tot biotechnologische bedrijven waar onder meer enzymen worden geproduceerd.

## Gistfabrieken

### Nederland
- Koninklijke Nederlandsche Gist- en Spiritusfabriek (KNGS) te Delft, sinds 1869
- Lispin te Herkenbosch, sinds 1950, vanaf 1962 een chemiebedrijf
- Branderij en Gistfabriek "Hollandia II" te  Schiedam, opgericht 1909. overname door KNGS in 1925, sluiting in 1989, sloop in 1990

### België
- Stokerij en Gistfabriek "Le Lion d'Or" te Aalst
- Gistfabriek te Wijnegem, sinds 1896 maar tegenwoordig buiten gebruik
- Gistfabriek te Brugge, sinds 1897, eigendom van KNGS, gistproductie stopgezet in 1969, alcoholproductie stopgezet in 1983, sloop in 1985, tegenwoordig enzymenfabriek van Genencor, dochtermaatschappij van DuPont.
- N.V. Gist- en Spiritusfabriek Bruggeman te Gent, sinds 1949, produceert bakkersgist